# 浠水南站
浠水南站，位于中华人民共和国湖北省黄冈市浠水县，是黄黄高速铁路上的高铁站，于2022年4月22日启用。

## 歷史
- 2022年4月22日启用。

## 外部連結
- 中国铁路客户服务中心 （页面存档备份，存于）